# Belaturricula turrita
Belaturricula turrita là một loài ốc biển, là động vật thân mềm chân bụng sống ở biển trong họ Borsoniidae.

## Phân bố
Sinh vật biển này xuất hiện ở vùng Biển Scotia và quần đảo South Shetlands.